# Maimansingh (Division)
Die Division Maimansingh (bengalisch ময়মনসিংহ বিভাগ, englisch Mymensingh Division) ist eine von acht großen Verwaltungseinheiten (Divisionen) Bangladeschs. Sie wurde im Jahr 2015 aus Teilen der Division Dhaka gebildet.

## Umfang
Die Division Mymensingh umfasst vier Distrikte: Jamalpur, Maimansingh, Netrokona und Sherpur. Im Süden grenzt die Division an die Division Dhaka, im Osten an die Division Sylhet und im Westen an die Divisionen Rajshahi und Rangpur. Die Nordgrenze fällt mit der indisch-bangladeschischen Grenze zusammen. Auf indischer Seite liegt der Bundesstaat Meghalaya. Bei der Volkszählung 2011 wies das Gebiet der Division Maimansingh (die zum damaligen Zeitpunkt als Verwaltungseinheit noch nicht existierte) 11,4 Millionen Einwohner auf einer Fläche von 10.584 km² auf. Hinsichtlich der Bevölkerung zählte Maimansingh damit zu den kleineren Divisionen in Bangladesch.
| Name             | Hauptort    | Fläche (km²) | Bevölkerung in 1.000 (2011) | Bevölkerungsdichte (Ew./km², 2011) |
| ---------------- | ----------- | ------------ | --------------------------- | ---------------------------------- |
| Jamalpur         | Jamalpur    | 2.032        | 2.265                       | 1.115                              |
| Maimansingh      | Maimansingh | 4.363        | 5.042                       | 1.156                              |
| Netrokona        | Netrokona   | 2.810        | 2.207                       | 786                                |
| Sherpur          | Sherpur     | 1.364        | 1.334                       | 978                                |
| Gesamte Division | Maimansingh | 10.584       | 11.370                      | 1.074                              |

## Bevölkerungsentwicklung
| Jahr           | Einwohnerzahl |
| -------------- | ------------- |
| Zensus 1991    | 8.701.186     |
| Zensus 2001    | 9.864.665     |
| Zensus 2011    | 11.370.000    |
| Schätzung 2016 | 12.368.000    |

## Geschichte
Am 26. Januar 2015 gab die bangladeschische Regierung unter Premierministerin Hasina Wajed ihre grundsätzliche Zustimmung zur Einrichtung einer neuen Division mit Hauptverwaltungssitz in Maimansingh aus den nördlichen Distrikten der Division Dhaka. Die endgültige Entscheidung zur Bildung der neuen Division fiel am 14. September 2015 in einer Sitzung des National Implementation Committee for Administrative Reforms (NICAR, „Nationales Implementierungs-Komitee für Verwaltungsreformen“). Die Distrikte Tangail und Kishoreganj, die ursprünglich ebenfalls Teil der neuen Division hatten sein sollten, verblieben bei der Division Dhaka, möglicherweise als Reaktion auf Proteste der Bevölkerung in diesen Distrikten. In derselben Sitzung wurden auch Pläne bekannt, zwei weitere Divisionen, Faridpur und Comilla, durch Abtrennung von Dhaka bzw. Chittagong zu schaffen. Die Bevölkerung der Stadt Maimansingh reagierte nach der Ankündigung enthusiastisch, in der Erwartung einer Aufwertung ihrer Provinzstadt. Nach der Abtrennung zählte die Division Dhaka noch 13, statt bisher 17 Distrikte.